# Кампанья, Джироламо
Джироламо Кампанья (итал. Girolamo Campagna; 1549[…], Верона, Венеция — 18 июня 1625, Венеция) — cкульптор итальянского маньеризма венецианской школы.

## Биография
Родившийся в Вероне, в семье скорняка, Джироламо Кампанья в 1572 году отправился в Венецию, учился у скульптора и архитектора Якопо Сансовино и датчанина Каттанео, завершая многие работы последнего, в частности фигуру дожа Леонардо Лоредано на гробнице, которую Каттанео сделал в церкви Санти-Джованни-э-Паоло в Венеции. После смерти учителя Кампанья отправился в Падую, где получил заказ, предназначенный для Каттанео, в базилике Святого Антония Падуанского (Базилика дель Санто). Это был его шедевр: мраморный барельеф, изображающий одно из чудес: «Святой, возвращающий к жизни убитого человека».
Несколько лет спустя, в 1574 году, Кампанья совершил ещё одну поездку в Падую, где создал бронзовую скинию для Капеллы Святого Таинства (Cappella del Santissimo Sacramento), также известной как «Cappella Gattamelata» в базилике Святого Антония (1577).
Точная дата смерти Кампаньи неизвестна, но она должна быть отнесена к дате после 18 июня 1625 года, отмеченной письмом мастера-строителя Томмазо Контина, адресованного «господину Джеронимо Кампанья». Место захоронения скульптора неизвестно.

## Творчество
Кампанья был плодовитым художником, наполнившим церкви Венеции, а также Вероны и Падуи, алтарями, погребальными памятниками и статуями. Он работал одинаково успешно в бронзе и мраморе. У него была большая мастерская в Венеции с многими учениками, среди которых был Тициано Аспетти. Индивидуальные стили учителя и ученика «очень схожи и отчасти напоминают работы флорентийского маньериста Бартоломео Амманати».
На его художественную жизнь повлияло также творчество архитекторов Сансовино и Андреа Палладио, хотя и с уже барочными влияниями. В работах скульптора усматривают изучение античного наследия, а также воздействие венецианской живописи и, прежде всего, Веронезе. В статуях алтаря Скуолы Гранде ди Сан-Рокко в Венеции (1587) Кампанья обнаруживает подражание великому Микеланджело.
Среди прочего, ему принадлежат лепные статуи хора церкви Сан-Себастьяно (1582), фигура одного из двух гигантов у входа на Монетный двор (1591; другая скульптура создана Тициано Аспетти), бюст Франческо Бассано (в Гражданском музее Бассано, 1592), создание памятников дожу Марино Гримани в Сан-Джузеппе-ди-Кастелло, оформление алтаря Святых Таинств в церкви Сан-Зулиан и главного алтаря в церкви Сан-Джорджо-Маджоре, памятника дожу Паскуале Чиконьи, который находится в церкви Церковь Джезуити (Санта-Мария-Ассунта, или деи Джезуити).
К числу лучших произведений Кампаньи относятся также две бронзовые статуи группы «Благовещение Марии» (ранее в Лоджии дель Консильо в Вероне, ныне в местном музее в Кастельвеккьо).

## Галерея
- Монумент гробницы дожа Леонардо Лоредано в церкви Санти-Джованни-э-Паоло, Венеция
- Главный алтарь базилики Сан-Джорджо-Маджоре, Венеция. Между 1591 и 1593 гг. Бронза
- Статуя Святого Антония Падуанского (1593) в базилике Санта-Мария-Глорьоза-дей-Фрари (установлена в 1609 г.), Венеция. Бронза
- Оплакивание. Рельеф алтаря Святых Таинств в церкви Сан-Зулиан, Венеция. 1577. Мрамор
- Архангел Гавриил. Статуя группы Благовещения Марии. 1606—1610. Бронза. Музей Кастельвеккьо, Верона
- Венера Морская. Бронза. Метрополитен-музей, Нью-Йорк
- Святая Юстина Падуанская. Статуя Порта Магна венецианского Арсенала